# NGC 135
NGC 135(IC 26)는 고래자리 방향에 있는 정상나선은하이다.